# Orthoporus acanthethus
Orthoporus acanthethus är en mångfotingart som beskrevs av Chamberlin 1947. Orthoporus acanthethus ingår i släktet Orthoporus och familjen Spirostreptidae. Inga underarter finns listade i Catalogue of Life.